# ميريان رودريغيز
ميريان رودريغيز (بالإسبانية: Myrian Rodríguez)‏ مواليد 13 فبراير 1989، هي لاعبة كرة يد باراغوايانية تلعب كمحور. مثلت منتخب باراغواي لكرة اليد للسيدات.

## سجل المنافسة
شاركت في البطولات التالية:
- بطولة العالم لكرة اليد للسيدات 2013